# Eric Kerfoot
Eric Kerfoot (31 tháng 7 năm 1924 - 4 tháng 3 năm 1980) là một cầu thủ bóng đá người Anh. Ông thi đấu ở vị trí tiền vệ cho Leeds United và Chesterfield trong thập niên 1950.
Kerfoot được kí hợp đồng từ đội bóng non-league Stalybridge Celtic với mức giá 3.000 bảng Anh năm 1949. Ông là một trong những cầu thủ chủ lực của Leeds, xuất hiện trong mọi trận đấu ở bốn mùa giải bao gồm cả mùa giải 1955-56 đội bóng thăng hạng lên Division 1 năm 1956. Ông cũng là đội trưởng của Leeds mùa giải 1954-55. Tổng cộng, Kerfoot có 349 lần ra sân cho Leeds, và ghi 10 bàn thắng.
Kerfoot sau đó chuyển sang Chesterfield năm 1959, nhưng chỉ trải qua một mùa giải trước khi giải nghệ.